# Junk Good
Junk Good è stato un programma televisivo che ha fatto parte del palinsesto di Real Time nel 2013. La prima puntata del programma è andata in onda il 26 agosto 2013.
La serie è nata originariamente come serie web, che è andata "in onda" sul sito di Real Time. Successivamente invece è stato trasmesso anche sul canale televisivo. La serie è andata in onda ogni lunedì e venerdì.
Il programma è presentato da Giulia Sbernini che dall'hub creativo di Discovery è passata alla conduzione di questa serie.
Dopo la prima edizione del programma, non è stata confermata la produzione di una seconda.

## Svolgimento della puntata
In ogni puntata Giulia Sbernini mostra come il junk food, ovvero il "cibo spazzatura" diventa Junk Good, ossia un'esperienza salutare che non rinuncia al gusto. Ogni puntata è un tutorial su come preparare anche in modo rapido alcuni dei cibi più famosi del "cibi spazzatura". Tra le ricette proposte ci sono: onion rings, crispy chicken, donuts, falafel e così via.

## Edizioni
| Stagione | Puntate | Dal            | Al                |
| -------- | ------- | -------------- | ----------------- |
| 1        | 10      | 26 agosto 2013 | 27 settembre 2013 |